# Campeonato Amazonense de Futebol de 2016
O Campeonato Amazonense de Futebol de 2016 foi a 100º edição da divisão principal do campeonato estadual do Amazonas, chamado popularmente de Barezão 2016. O campeão e o vice disputarão a Copa do Brasil de 2017, os dois primeiros colocados disputarão o Série D de 2017 e o campeão disputará a Copa Verde de 2017.

## História
A edição de 2016 será a centésima do Campeonato Amazonense de Futebol. Na contramão da marca simbólica, a organização do torneio está desorganizada como não se via há mais de 10 anos. Primeiro se decidiu que seria extinta a Série B e qualquer forma de rebaixamento, sendo que o torneio passaria a abrigar todos os clubes filiados à FAF(15 clubes), e por decisão de maioria dos clubes o torneio foi transferido para o segundo semestre, fugindo completamente da organização do calendário nacional. Depois disso tudo, apenas 7 dos 15 clubes fizeram sua inscrição até a data limite, fazendo o torneio ter seu menor número de participantes desde a edição de 2003 que contou com seis equipes.
A redução do número de clubes foi comemorada por parte do público local pois traria maior competitividade e também aumento da média de público da competição, uma vez que não haveria tantos jogos com equipes menos prestigiadas. O torneio será disputado no segundo semestre, entre os meses de agosto e outubro, o que não deve perdurar no ano seguinte.

## Regulamento
Como o estatuto do torcedor não permite mudança de regulamentos com menos de duas temporadas de execução, o sistema deve ser idêntico ao de 2015.
Na primeira fase os sete clubes jogam entre si em ida e volta, ao final avançando os quatro maiores pontuadores para disputas de semifinais e finais. Nas semifinais o melhor qualificado jogaria pelos dois empates, enquanto a final que deverá ser disputada em jogo único na Arena da Amazônia não terá vantagens

### Fases
O campeonato será dividido em três fases distintas: Primeira Fase, Segunda Fase(Semifinal) e Terceira Fase(Final).

#### Primeira fase
- Na primeira fase, os 7 clubes previamente inscritos jogarão entre si em jogos de ida e volta, somando o total de 12 jogos para cada equipe em 14 rodadas;
- * A disposição dos confrontos obedecerá a ordem das posições do último campeonato estadual para que se organize os confrontos entre as equipes;
- Os quatro melhores pontuadores ao final das 14 rodadas estarão qualificados a disputar a segunda fase;

#### Segunda Fase
- Disputarão os quatro qualificados através da primeira fase;
- A disposição dos confrontos será 1º melhor x 4º melhor (Jogo 1) e 2º melhor x 3º melhor(Jogo 2);
- Será disputada em jogo único em local de predileção dos qualificados como 1º e 2º da primeira fase;
- Os classificados como 1º e 2º melhor terão a vantagem de jogar pelo empate;
- Os perdedores desta fase, serão alocados em 3º e 4º lugar, obedecendo a somatória de sua campanha nesta e na primeira fase;

#### Terceira Fase (Final)
- Disputarão os vencedores dos jogos 1 e 2;
- Será decidida em jogo único a ser realizado no estádio Arena da Amazônia;
- O vencedor e perdedor desta fase serão declarados campeão e vice-campeão estaduais respectivamente;
- Não há vantagens para nenhum dos clubes envolvidos nesta fase;
- O empate em tempo normal acarretará em disputa prorrogativa, persistindo o resultado será decidida a partida em disputa de pênaltis;

### Critérios de Desempate
São estipulados como critérios para desempate, em caso de empate em número de pontos:
- 1º - Maior número de vitórias
- 2º - Confronto direto entre as equipes empatadas
- 3º - Melhor saldo de gols
- 4º - Maior quantidade de gols marcados
- 5º - Menor quantidade de gols sofridos
- 6º - Sorteio

### Promoção e Rebaixamento
Espera-se que a partir desta edição o número de participantes se fixe em oito, com isso:
- Os clubes do 1º ao 6º lugar estarão automaticamente qualificados a disputar a competição no ano seguinte;
- O 7º colocado da Primeira Fase será rebaixado para a disputa da Segunda Divisão (que passará a ser uma Fase Preliminar) do ano de 2017;
- Os dois melhores colocados da Fase Preliminar (Série B) 2017 estarão aptos a ascender à Primeira Divisão do mesmo ano;

### Vagas em competições nacionais
- O campeão ganhará o direito de disputar a Copa do Brasil, Brasileiro - Série D e Copa Verde;
- O vice-campeão ganhará o direito de disputar Copa do Brasil e Brasileiro - Série D;

Caso campeão ou vice-campeão qualifiquem-se estiverem disputando divisão superior à Série D, a vaga que lhes é de direito é repassada ao clube que ficou uma colocação abaixo.
Transmissão
Desde de 2009 a TV Acritica afiliada da Rede Record transmiti o Campeonato Amazonense, a novidade trazida esse ano foi a transmissão sendo feita pela internet através do aplicativo Acrítica Play.

## Participantes
Ao final de 2015, 15 clubes demonstraram interesse em participar do Campeonato de 2016, com a noticia de que a segunda divisão do estadual seria extinta. Além disso, por definição da Associação de Clubes Profissionais de Futebol do Amazonas(ACPEA) o estadual foi transferido para o segundo semestre, na contramão da vontade da Federação Amazonense de Futebol e clubes como Nacional, Princesa do Solimões e Rio Negro.
Com o prazo de inscrição terminando dia 15 de junho, apenas sete clubes dos 15 federados se regularizaram perante a federação para a disputa, sendo que 5 dos 9 que votaram pelo estadual no segundo semestre ficaram de fora. A ausência mais importante foi do bicampeão Penarol de Itacoatiara que tem vindo forte desde seu retorno ao profissionalismo em 2009, além do Iranduba que tem se destacado no futebol feminino. Alem disso o Sul América e o Tarumã tentaram sua inscrição após o prazo estipulado mas não tiveram exito.

### Localização das equipes
Manaus possui cinco clubes sediados:
- Nacional, Rio Negro, Fast Clube, São Raimundo e Manaus FC.

## Primeira Fase

### Classificação
Desempenho por rodada
- Clubes que lideraram o campeonato ao final de cada rodada:

| Líder da Primeira Fase | Líder da Primeira Fase | Líder da Primeira Fase | Líder da Primeira Fase | Líder da Primeira Fase | Líder da Primeira Fase | Líder da Primeira Fase | Líder da Primeira Fase | Líder da Primeira Fase | Líder da Primeira Fase | Líder da Primeira Fase | Líder da Primeira Fase | Líder da Primeira Fase | Líder da Primeira Fase |
| ---------------------- | ---------------------- | ---------------------- | ---------------------- | ---------------------- | ---------------------- | ---------------------- | ---------------------- | ---------------------- | ---------------------- | ---------------------- | ---------------------- | ---------------------- | ---------------------- |
| 1                      | 2                      | 3                      | 4                      | 5                      | 6                      | 7                      | 8                      | 9                      | 10                     | 11                     | 12                     | 13                     | 14                     |
| PRI                    | NAC                    | NAC                    | NAC                    | FAS                    | NAC                    | FAS                    | NAC                    | NAC                    | NAC                    | FAS                    | FAS                    | FAS                    | FAS                    |

- Clubes que ficaram na última posição do campeonato ao final de cada rodada:

| Lanterna da Primeira Fase | Lanterna da Primeira Fase | Lanterna da Primeira Fase | Lanterna da Primeira Fase | Lanterna da Primeira Fase | Lanterna da Primeira Fase | Lanterna da Primeira Fase | Lanterna da Primeira Fase | Lanterna da Primeira Fase | Lanterna da Primeira Fase | Lanterna da Primeira Fase | Lanterna da Primeira Fase | Lanterna da Primeira Fase | Lanterna da Primeira Fase |
| ------------------------- | ------------------------- | ------------------------- | ------------------------- | ------------------------- | ------------------------- | ------------------------- | ------------------------- | ------------------------- | ------------------------- | ------------------------- | ------------------------- | ------------------------- | ------------------------- |
| 1                         | 2                         | 3                         | 4                         | 5                         | 6                         | 7                         | 8                         | 9                         | 10                        | 11                        | 12                        | 13                        | 14                        |
| NACIONAL BORBENSE         |                           |                           |                           |                           |                           |                           |                           |                           |                           |                           |                           |                           |                           |

## Fase final
|  | Semifinais   | Semifinais |   |  | Final      | Final |  |
|  |              |            |   |  |            |       |  |
|  |              |            |   |  |            |       |  |
|  | Fast Clube   | 2          |   |  |            |       |  |
|  | Rio Negro-AM | 1          |   |  |            |       |  |
|  |              |            |   |  |            |       |  |
|  |              |            |   |  |            |       |  |
|  |              |            |   |  | Fast Clube | 3     |  |
|  |              | Princesa   | 1 |  |            |       |  |
|  |              |            |   |  |            |       |  |
|  |              |            |   |  |            |       |  |
|  |              |            |   |  |            |       |  |
|  |              |            |   |  |            |       |  |
|  | Nacional-AM  | 0          |   |  |            |       |  |
|  | Princesa     | 2          |   |  |            |       |  |

## Premiação
| Campeonato Amazonense 2016     |
| Manaus                         |
| ------------------------------ |
| Fast Clube Campeão (7º título) |

### Jogo Único
| 19 de outubro | Fast Clube | 2 – 1     | Rio Negro-AM | Arena da Amazônia, Manaus                               |
| 18:00         |            | [Borderô] |              | Público: 1 272 pagantes Renda: R$ 15.050,00 Árbitro: AM |

| 19 de outubro | Nacional-AM | 0 – 2     | Princesa do Solimões | Arena da Amazônia, Manaus                               |
| 20:30         |             | [Borderô] |                      | Público: 1 272 pagantes Renda: R$ 15.050,00 Árbitro: AM |

| 22 de outubro | Fast Clube | 3 - 1     | Princesa do Solimões | Arena da Amazônia, Manaus        |
| 18:00         |            | [Borderô] |                      | Público: 1 574 pagantes Árbitro: |

## Estatística

### Maiores públicos
Esses são os dez maiores públicos do Campeonato:

### Média como mandante
| Pos. | Time                 | Média | Mandos | Maior | Menor | Total |
| ---- | -------------------- | ----- | ------ | ----- | ----- | ----- |
| 1    | São Raimundo-AM      | 364   | 4      | 594   | 170   | 1.457 |
| 2    | Nacional-AM          | 341   | 3      | 472   | 229   | 1.025 |
| 3    | Fast Clube           | 224   | 3      | 500   | 81    | 673   |
| 4    | Rio Negro-AM         | 207   | 3      | 270   | 168   | 623   |
| 5    | Nacional Borbense    | 162   | 4      | 312   | 72    | 649   |
| 6    | Manaus               | 159   | 3      | 343   | 25    | 477   |
| 7    | Princesa do Solimões | 141   | 3      | 186   | 88    | 424   |

## Artilharia
| Gols | Jogador                                                  | Time         |
| ---- | -------------------------------------------------------- | ------------ |
| 9    | Jefferson                                                | Princesa     |
| 6    | Americano                                                | São Raimundo |
| 6    | Charles Chenko                                           | Fast         |
| 5    | Robinho                                                  | Fast         |
| 4    | Ronan Peninha                                            | Fast         |
| 3    | Charles                                                  | Nacional     |
| 3    | Binho Martony                                            | Manaus       |
| 3    | Cassiano                                                 | Fast         |
| 3    | Alan Bahia Branco                                        | Rio Negro    |
| 3    | Marinelson                                               | São Raimundo |
| 2    | Rafael Barros Hércules                                   | Nacional     |
| 2    | Wesley Napão                                             | Manaus       |
| 2    | Marcelinho Araxá                                         | São Raimundo |
| 2    | Abuda Elivelton Rian                                     | Rio Negro    |
| 2    | Tety André Lima Edinho Canutama Leonardo                 | Princesa     |
| 2    | Cassiano                                                 | Fast         |
| 1    | Marinho Diego Gaúcho Fábio Gomes Willian Kramer Leozinho | São Raimundo |
| 1    | Rodrigo Ítalo                                            | Rio Negro    |

| Gols | Jogador | Time              |
| ---- | --- | ----------------- |
| 1    | Éder Léo Olinda | Manaus            |
| 1    | Guilherme Júnior Lacraia Pastor Toró Michel Parintins                                                                                                 | Princesa          |
| 1    | Nonato Osmar Alex Cazumba Rogério Carriço Jones Willian Fazendinha Jackie Chan Diego Raílson Carlinhos Eduardo Luís Henrique Jeferson Careca Januário | Nacional          |
| 1    | Cleudson Digão Márcio Ribeiro Daniel Pepe Pimenta Luquinha                                                                                            | Nacional Borbense |
| 1    | Thiago Paraná Thiago Brandão Andrezinho Guigui Emerson Rosembrick                                                                                     | Fast              |

| Gols-contra | Gols-contra | Gols-contra       | Gols-contra |
| Gols        | Jogador     | Time              | A favor de  |
| ----------- | ----------- | ----------------- | ----------- |
| 1           | Ridson      | Nacional Borbense | Fast        |
| 1           | Pedrinho    | Nacional Borbense | Rio Negro   |
| 1           | Diego       | Nacional Borbense | Rio Negro   |
| 1           | Vitor       | Fast              | Rio Negro   |